# Lettres (culture)
Pour les articles homonymes, voir Lettre.
Les lettres, parfois aussi appelées humanités, sont les disciplines académiques d'étude de la condition humaine par des méthodes analytiques, critiques ou spéculatives, les distinguant des approches empiriques des sciences naturelles et sociales. Elles incluent par convention :
- la littérature classique et moderne (y compris la philologie, la rhétorique) ;
- la philosophie (notamment l'épistémologie, la métaphysique, la logique, l'éthique, l'esthétique) ;
- l'histoire (y compris ses sciences auxiliaires: l'épigraphie, la papyrologie, la paléographie, l'archéologie) ;
- la linguistique et les langues modernes et anciennes (notamment l'anglais, l'allemand, le latin, le grec ancien) ;
- l'art, la culture et les médias (y compris la culture de masse, le cinéma, la télévision, les nouveaux médias).

L'histoire et la linguistique appartiennent également au champ des sciences sociales,  ce qui conduit parfois à assimiler les lettres à ces dernières au sein des sciences humaines et sociales.

## Histoire
L'étude des lettres en Occident trouve ses racines en Grèce antique. Au Moyen Âge, elle correspond aux trois disciplines (ou arts) de grammaire, rhétorique, et logique, formant le trivium.
Les lettres prennent leur forme actuelle à la Renaissance. Elles commencent à être considérées comme des sujets d'étude, plutôt que de pratique. C'est alors qu'on y rattache la littérature et l'histoire. À cette époque, on appelle l'ensemble de ces disciplines studia humanitatis, dont provient le mot anglais humanities et le mot français humanités.

### Les lettres et le numérique
Aujourd'hui, les lettres peuvent se croiser avec le numérique, dans ce qu'on[Qui ?] appelle les humanités numériques. Les humanités numériques sont un domaine de recherche au croisement de l’informatique, des arts, lettres, sciences humaines et sciences sociales. Cette discipline est surtout enseignée dans les universités (il existe ainsi des masters dans quelques facultés en France, à Paris, à Rennes ou encore à Rouen).
De plus, le ministre de l’Éducation nationale Jean-Michel Blanquer propose une nouvelle matière au lycée, "les Humanités Numériques et Scientifiques" qui s’ajouterait au programme des élèves de seconde qui font leur rentrée au lycée en 2019. Selon Anthony Masure, la nouvelle matière introduite par le ministre de l’éducation permettra aux élèves d’aller plus loin que l’option informatique abandonnée en 2011. Cette matière pourrait, selon ses défenseurs, boucher le fossé entre les sciences exactes et les sciences humaines, qui sont souvent séparées en deux camps adverses en France. 
« Il y a aujourd’hui dans la communauté de chercheurs [en lettres] un usage du numérique qui permet les éditions en ligne critiques, la création de base de données, la visualisation de questions de recherche et qui crée de nouvelles questions de recherche. Mais il ne s’agit pas d’une nouvelle discipline, d’une nouvelle science. Le numérique a simplement favorisé une interdisciplinarité et une extension du réseau comme il l’a fait pour tout le reste. » L'implication des informaticiens dans les disciplines sociales permet aux chercheurs d'aborder différemment leur domaine, pratique qualifiée par France Inter de révolution dans les sciences humaines. Humanités et éditions numériques ne consistent pas qu'à comprendre comment nous faisons un livre. L'enjeu est plus global, fondamental. La question est de savoir comment nous structurons la société aujourd'hui. Milad Doueihi propose, dans ses ouvrages, l'idée que le numérique est une culture, et pas seulement un ensemble d'outils. Il fait voir que c'est un changement qui s'insère dans la continuité. Ce n'est pas une révolution culturelle.
La définition de ces sciences pose un problème et a fait l'objet de plusieurs recherches. Par exemple, Marin Dacos et Pierre Mounier dans Humanités numériques. État des lieux et positionnement de la recherche française dans le contexte international travaille sur le point de vue historique et concluent notamment : « Au plus haut niveau de généralité, on pourrait dire que les humanités numériques désignent un dialogue interdisciplinaire sur la dimension numérique des recherches en sciences humaines et sociales, au niveau des outils, des méthodes, des objets d’études et des modes de communication ».

#### Digital Humanities
Il y a un problème de traduction en français avec digital humanities. Humanities veut dire sciences humaines. On devrait parler de numérique au service des sciences humaines. Humanités Numériques est un terme récent. La raison pour laquelle naît cette expression, c'est le fait que doxa/vulgata oppose les sciences humaines et les sciences mathématiques et scientifiques. Quand on parle de digital/numérique, on arrive à des chiffres littéraires, à un oxymore. Cette opposition se retrouve dans plusieurs débats. Ces deux modèles, dans les faits, ne sont pas opposés, ils fusionnent. Toute interprétation du monde peut être mathématique. Il y a une vision du monde littéraire, derrière des algorithmes, comme dans les sites de rencontre. On commence à comprendre qu'on peut modéliser des questions en sciences humaines. Literacy and Linguistic Computing devient un Literacy Humanities. On utilise de plus en plus l'outil informatique pour faire de la recherche. Puis vers les années 1990, arrive l'expression Digital Humanities. On commence à obtenir des postes en humanités numériques à l'université notamment. 
Les Humanités Numériques ne sont pas seulement l'informatique au service des humanités, on l'utilise pour faire des recherches en sciences humaines. L'outil fait changer le paradigme pour les recherches. On peut faire des choses qui n'étaient pas possible auparavant. Les Humanités Numériques deviennent une réflexion de ce qu'est la recherche à l'époque numérique.
On transforme les Humanités Numériques en discipline, pour un besoin essentiellement institutionnel, qui est en premier lieu de pouvoir reconnaître le travail fait par les chercheurs dans un domaine qui est différent de leur domaine disciplinaire. Il y a une coupure entre ceux qui développent les humanités numériques et ceux qui font de la recherche. 
Les Humanités Numériques ont besoin d'une réflexion quant à la place qu'elle possède dans le monde de la recherche. L'expert en Humanités Numériques doit faire de la recherche et doit s'insérer dans ce milieu. Il faut réfléchir aux impacts de la culture numérique sur les sciences humaines. Les Humanités Numériques deviennent une discipline théorique, qui cherchent les impacts du numérique sur nos cultures, et propose de nouvelles réflexions méthodologiques.